# Majda Ra’ad
Majda Ra’ad (arabisch ماجدة رعد, DMG Māǧida Raʿd; * 5. September 1942 als Margaretha Inga Elisabeth Lind in Arboga, Schweden; † 3. Januar 2025 in Amman) war eine schwedisch-jordanische Prinzessin des haschimitischen Königreichs Jordanien.

## Leben
Prinzessin Majda wurde als Margaretha Inga Elisabeth Lind am 5. September 1942 in Arboga, Schweden, geboren.
In Cambridge studierte sie Anglistik und lernte 1962 ihren zukünftigen Partner, Prinz Ra’ad bin Zeid (* 1936 in Berlin), auf einer Party in London kennen, wo sie zu dem Zeitpunkt eine Sprachreise absolvierte. Am 30. Juni 1963 heiratete sie diesen standesamtlich im Alter von 20 Jahren. Aus der Ehe entstanden die fünf Kinder Zeid (* 1964), Mired (* 1965), Firas (* 1969), Faisal (* 1975) sowie Fakhrelnissa (* 1981). Sie konvertierte später zum Islam.
Über fünf Jahrzehnte lang engagierte sich Prinzessin Majda für Geflüchtete und Waisen und gründete das Al Hussein Centre for Orphans mit. Sie war außerdem Vorsitzende der Scandinavian Ladies of Amman, der Jordanian Swedish Friendship Association sowie der Al Hussein Society for the care and rehabilitation of people with disabilities.
Ra’ad starb am 3. Januar 2025 im Alter von 82 Jahren in Amman und wurde am selben Tag im Royal Cementary in Amman beerdigt.